# 349th Air Mobility Wing
Il 349th Air Mobility Wing è uno Stormo associato della Air Force Reserve Command, inquadrato nella Fourth Air Force. Il suo quartier generale è situato presso la Travis Air Force Base, in California.

## Missione
Lo stormo non dispone di propri velivoli, ma è associato al 60th Air Mobility Wing, Air Mobility Command, al quale fornisce personale di supporto per l'addestramento e la manutenzione per i suoi C-5M, C-17A e KC-10A.

## Organizzazione
Attualmente, al settembre 2017, esso controlla:
- 349th Operations Group
  -  70th Air Refueling Squadron, unità associata al 6th AS, 60th AMW
  -  79th Air Refueling Squadron, unità associata al 9th AS, 60th AMW
  -  301st Airlift Squadron, unità associata al 21st AS, 60th AMW
  -  312th Airlift Squadron, unità associata al 22nd AS, 60th AMW
  - 349th Operations Support Flight
  - 349th Air Mobility Operations Squadron
  - 349th Aeromedical Evacuation Squadron
- 349th Maintenance Group
  - 349th Aircraft Maintenance Squadron
  - 749th Aircraft Maintenance Squadron
  - 945th Aircraft Maintenance Squadron
  - 349th Maintenance Squadron
  - 349th Maintenance Operations Flight
- 349th Mission Support Group
  - 55th Aerial Port Squadron
  - 45th Aerial Port Squadron
  - 82nd Aerial Port Squadron
  - 349th Civil Engineer Squadron
  - 349th Logistics Readiness Squadron
  - 349th Memorial Affairs Squadron
  - 349th Force Support Squadron
  - 349th Security Forces Squadron
- 349th Medical Group
  - 349th Aerospace Medicine Squadron
  - 349th Aeromedical Staging Squadron
  - 349th Medical Squadron

## Storia

### Allineamento
- Costituito come 349th Troop Carrier Wing, Medium il 10 maggio 1949
- Attivato nella Riserva il 27 giugno 1949
- Ordinato al servizio attivo il 1 aprile 1951
- Disattivato il 2 aprile 1951
- Rinominato come 349th Fighter-Bomber Wing il 26 maggio 1952
- Attivato nella Riserva il 13 giugno 1952
- Rinominato come 349th Troop Carrier Wing, Medium il 1 settembre 1957
- Ordinato al servizio attivo il 28 ottobre 1962
- Sollevato dal servizio attivo il 28 novembre 1962
- Rinominato come 349th Military Airlift Wing il 1 giugno 1966
- Ordinato al servizio attivo il 26 gennaio 1968
- Sollevato dal servizio attivo il 1 giugno 1969
- Rinominato come 349th Military Airlift Wing (Associate) il 25 luglio 1969
- Rinominato come 349th Airlift Wing (Associate) il 1 febbraio 1992
- Rinominato come 349th Air Mobility Wing (Associate) il 1 luglio 1994
- Rinominato come 349th Air Mobility Wing il 1 ottobre 1994

### Assegnazioni
- Fourth Air Force, dal 27 giugno 1949 al 2 aprile 1951
- 4th Air Reserve District, 13 giugno 1952
- Fourth Air Force, 1 dicembre 1952
- Sixth Air Force Reserve Region, 1 settembre 1960
- Twelfth Air Force, 28 ottobre 1962
- Sixth Air Force Reserve Region, 28 novembre 1962
- Twenty-Second Air Force, 26 gennaio 1968
- Sixth Air Force Reserve Region, 2 giugno 1969
- Western Air Force Reserve Region, 31 dicembre 1969
- Fourth Air Force, dal 8 ottobre 1976 fino ad oggi

### Componenti operative

#### Groups
- 349th Troop Carrier (successivamente, 349th Fighter-Bomber; 349th Troop Carrier; 349th Operations), dal 27 giugno 1949 al 2 aprile 1951, dal 13 giugno 1952 al 14 aprile 1959 e dal 1º agosto 1992 fino ad oggi
- 921st Military Airlift, dal 26 gennaio 1968 al 2 giugno 1969 (non operativo, 1 agosto 1968 al 1º giugno 1969)
- 938th Troop Carrier (successivamente 938th Military Airlift), dall'11 febbraio 1963 al 1º luglio 1973 (non operativo, 29 marzo 1968 al 1º giugno 1969; distaccato 25 luglio al 14 dicembre 1969)
- 939th Troop Carrier (successivamente, 939th Tactical Airlift; 939th Military Airlift), dall'11 febbraio 1963 al 26 gennaio 1968; 15 giugno 1969 al 1º luglio 1973 (distaccato 25 luglio al 14 dicembre 1969)
- 940th Troop Carrier (successivamente, 940th Air Transport; 940th Military Airlift), dall'11 febbraio 1963 al 26 gennaio 1968
- 941st Troop Carrier (successivamente, 941st Air Transport; 941sr Military Airlift), dall'11 febbraio 1963 al 25 luglio 1969 (non operativo, 1 agosto 1968 al 21 maggio 1969)
- 944th Military Airlift, dal 25 luglio 1969 al 1º luglio 1973 (distaccato 25 luglio al 14 dicembre 1969)

#### Squadrons
- 67th Troop Carrier (successivamente, 67th Military Airlift), dal aggregato dal 1º agosto 1968 al 1º giugno 1969
- 97th Troop Carrier, dal 14 aprile 1959 al 11 febbraio 1963; aggregato dal 1º agosto 1968 al 21 maggio 1969
- 301st Military Airlift (successivamente, 301st Airlift), dal 1º luglio 1973 al 1º agosto 1992
- 312th Troop Carrier (successivamente, 312th Fighter-Bomber; 312th Military Airlift; 312th Airlift), dal 14 aprile 1959 al 11 febbraio 1963; aggregato dal 29 marzo 1968 al 1º giugno 1969; assegnato dal 1º luglio 1973 al 1º agosto 1992
- 313th Troop Carrier (successivamente, 313th Fighter-Bomber), dal 14 aprile 1959 al 11 febbraio 1963
- 314th Troop Carrier (successivamente, 314th Fighter-Bomber), dal 14 aprile 1959 al 11 febbraio 1963
- 708th Military Airlift (successivamente, 708th Airlift), dal 1º luglio 1973 al 1º agosto 1992
- 710th Military Airlift (successivamente, 710th Airlift), dal 1º luglio 1973 al 1º agosto 1992
- 733rd Troop Carrier, dal 28 ottobre al 28 novembre 1962
- 8649th Replacement Training, aggregato (e in seguito aggregato al 349th Fighter-Bomber Group) dal 20 agosto 1954 al 6 febbraio 1956

### Basi
- Hamilton Air Force Base, California, dal 27 giugno 1949 al 2 aprile 1951
- Hamilton Air Force Base, California, dal 13 giugno 1952
- Travis Air Force Base, California, dal 25 luglio 1969 ad oggi

### Velivoli
- T-6, 1949-1950
- T-7, 1949-1951
- T-11, 1949-1951
- C-46, 1949-1951
- T-6, 1952-1954
- C-46, 1952-1958
- T-28, 1953-1956
- F-51, 1953-1954
- T-33, 1953-1957
- F-80, 1953-1956
- C-45, 1954-1956
- C-47, 1955-1956
- F-84, 1956-1957
- C-119, 1958-1968
- C-124, 1965-1969
- C-141, 1969-1998
- C-5, 1972 ad oggi
- KC-10, 1994 ad oggi
- C-17, 2005 ad oggi